# Быстрая Сосна
Сосна́ (Со́сна, Бы́страя Сосна́) — река в Орловской и Липецкой областях, правый приток Дона. Общее направление течения реки — на восток.

## Этимология
В труде Залиязняка, посвящённому древнерусскому ударению, приводятся данные об историческом ударении в названии реки — Со́сна, Бы́страя Со́сна.

## Общие сведения

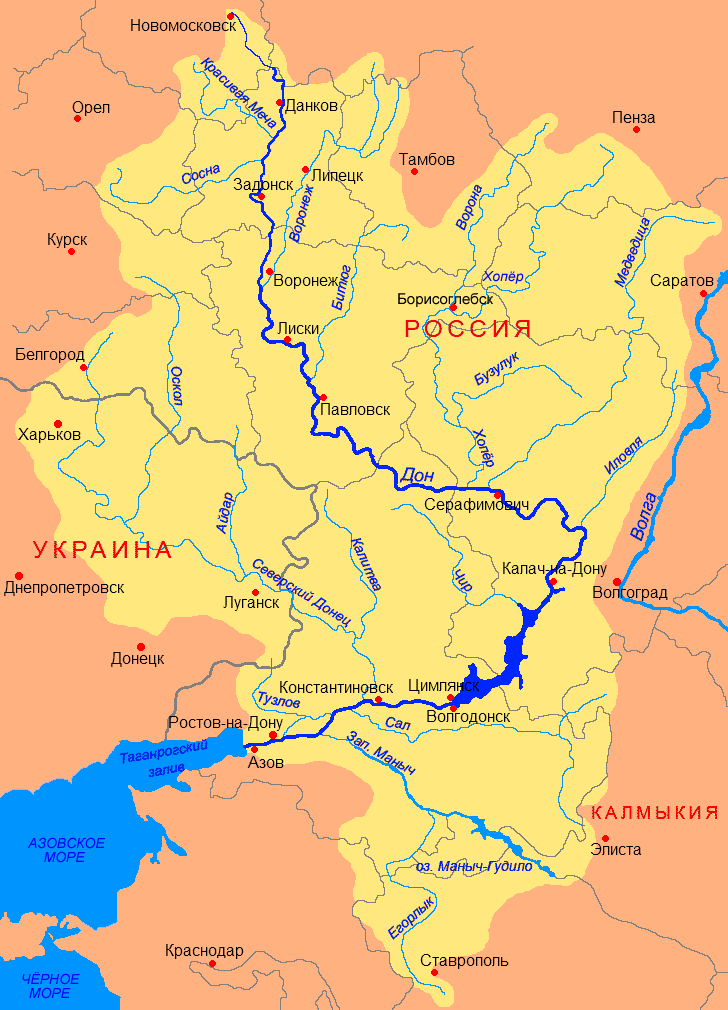
Бассейн Дона

Длина — 296 км, площадь бассейна — 17 400 км². Широкая долина. Питание в значительной мере родниковыми водами и снеговое. Ледостав обычно с ноября — декабря по март — апрель.
На Быстрой Сосне расположены посёлок городского типа Колпна и города Ливны и Елец.
Река судоходна от устья до Ливен, но регулярное движение судов отсутствует.
В бассейне нижнего течения Быстрой Сосны в 1,5 км к юго-западу от села Лавы в черте г. Ельца и в 7 км к юго-западу от его исторического центра (Соборная площадь) находится Лавский археологический комплекс XI—XIV веков, состоящий из городища и примыкающих к нему двух селищ — Лавы 3 и 4.

## Гидрология
Среднегодовой расход воды в районе города Ельца составляет 71,3 м³/с. Среднемесячные расходы воды (данные наблюдений с 1927 по 1985 год):
| Средний расход воды (м³/с) реки Быстрая Сосна по месяцам с 1927 по 1985 гг. (замеры производились на гидрологическом посту в районе города Ельца) |

### Притоки (км от устья)
- 4 км: без названия, у с. Голиково
- 15 км: Тальчик
- 24 км: Пальна (Паленка)
- 37 км: Ельчик
- 43 км: Пажень (Полсень), у с. Лавы[источник не указан 3134 дня]
- 47 км: Воронец
- 50 км: Варгол (Воргол)
- 58 км: руч. Паниковец
- 68 км: Свишня
- 80 км: Ясенок (лв)
- 85 км: Большая Чернава (Чернавка) (лв)
- 91 км: Олым (Алым)
- 96 км: руч. Хмелевой
- 107 км: руч. Паниковец
- 116 км: руч. Кунач (Куначек, руч. Закутин)
- 123 км: Кшень
- 134 км: Ливенка (Ливенко)
- 145 км: Труды
- 156 км: руч. Речица
- 165 км: руч. Мокричек
- 177 км: Тим
- 182 км: Фошня
- 206 км: Колпенка
- 209 км: Доробин Колодезь
- 215 км: руч. Кобылинка
- 215,1 км: руч. Кобылин
- 216 км: руч. Нетрубеж
- 234 км: Дровосечка
- 244 км: руч. Дайминка (руч. Вертин)
- 258 км: Сучья
- 268 км: руч. Дубовик (руч. Сухой)
- 272 км: Синьковец
- 274 км: руч. Хмелевой (Хмелевая)

## Роль в культуре

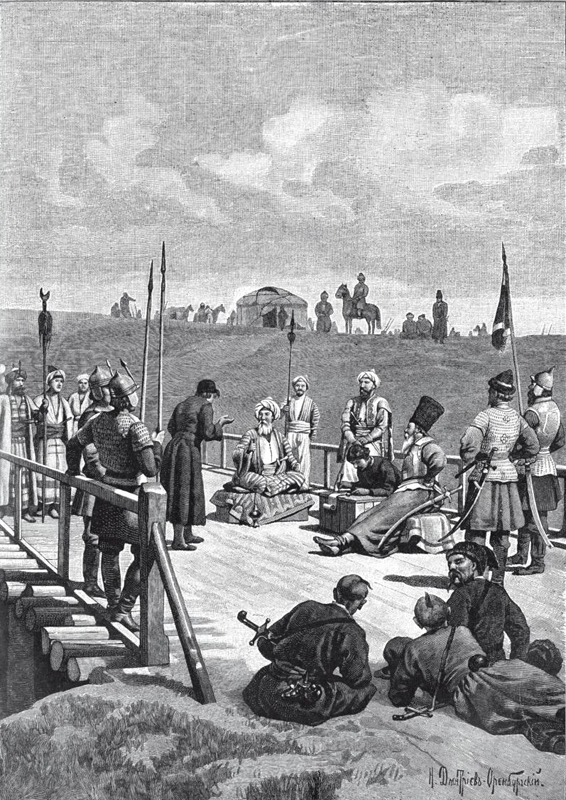
Переговоры о мире посла крымского хана Казы-Гирея и князя Хворостинина на мосту реки Сосны в 1593 году С рисунка Николая Дмитриева-Оренбургского

Советский писатель К. Г. Паустовский посвятил реке Сосне в «Книге скитаний» такие строки:
Из окна докторского кабинета виднелись такие дали и такие мягкие и округлые взгорья, что замирало даже от взгляда на них сердце. А у подножия этих далей, увалов, оврагов и взгорий широкой (по весне) лентой протекала под железнодорожный мост река Быстрая Сосна. Она действительно была быстрая, струистая, несла последние коричневые льдины, шуршала, особенно громко по ночам и с каждым часом подымалась, качая и затапливая кусты лозняка.
Возможно, именно эта река упомянута в названии картины Николая Дмитриева-Оренбургского.

## Галерея

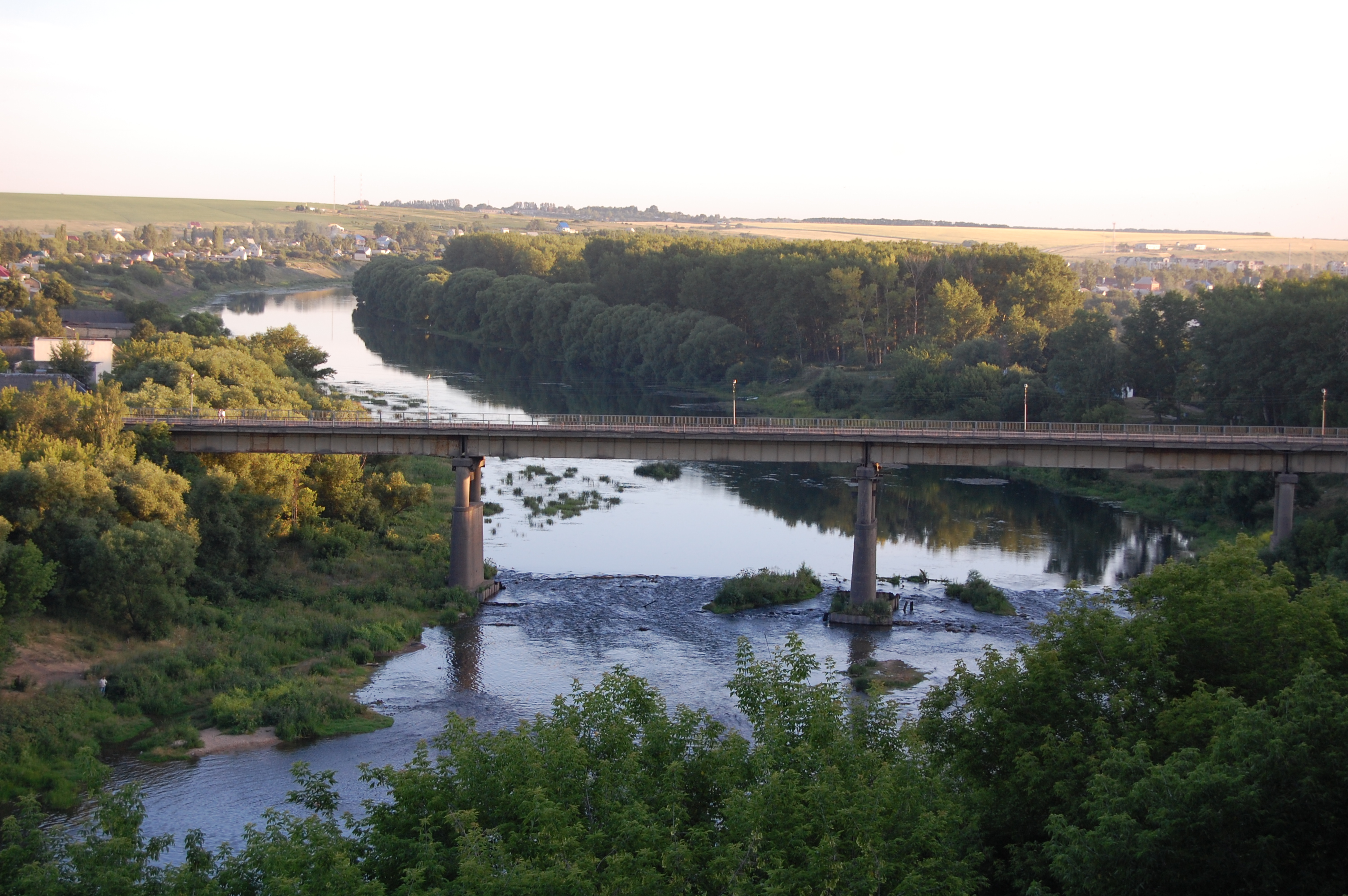
Быстрая Сосна в Ливнах
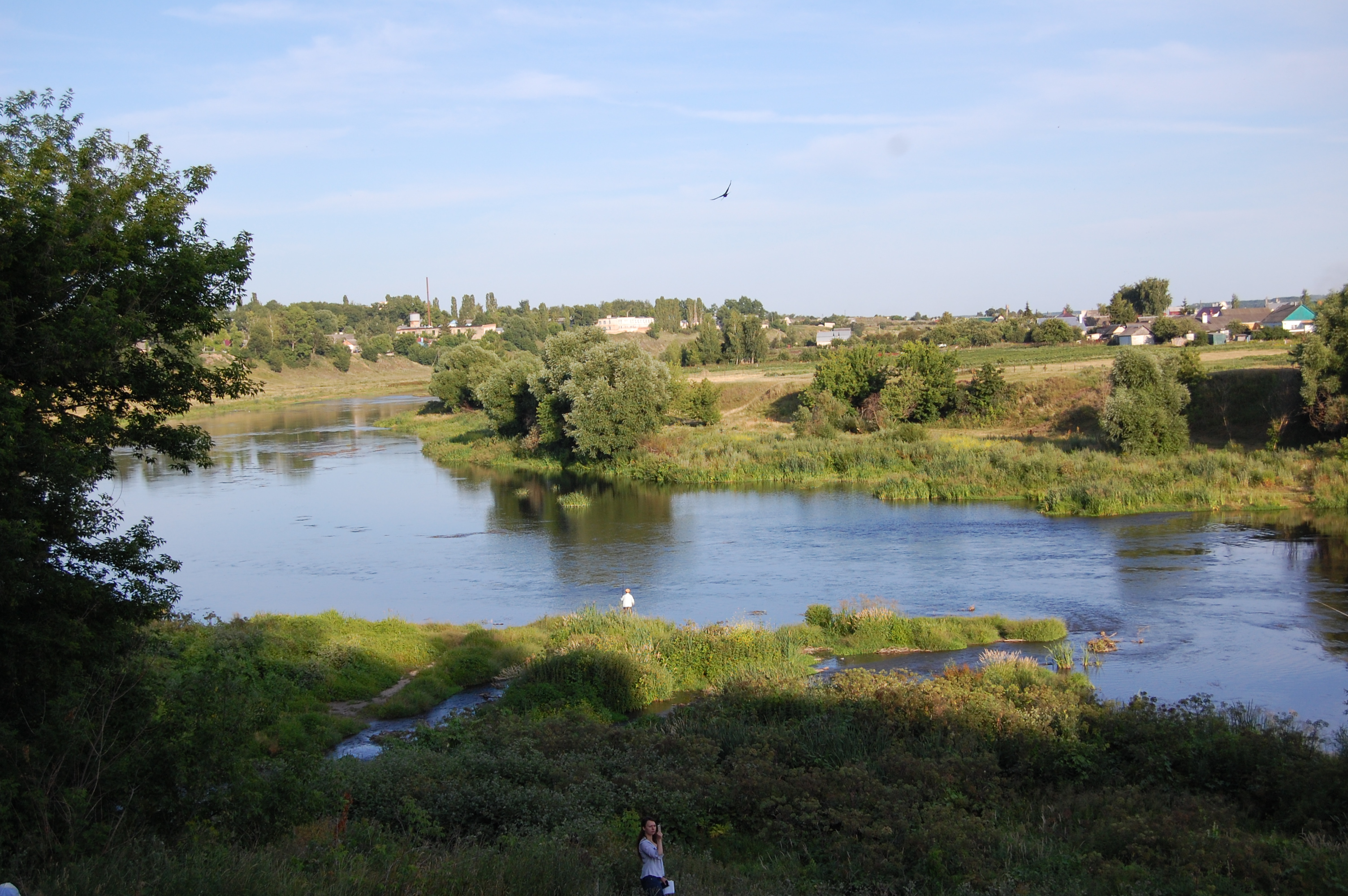
Быстрая Сосна в Ливнах
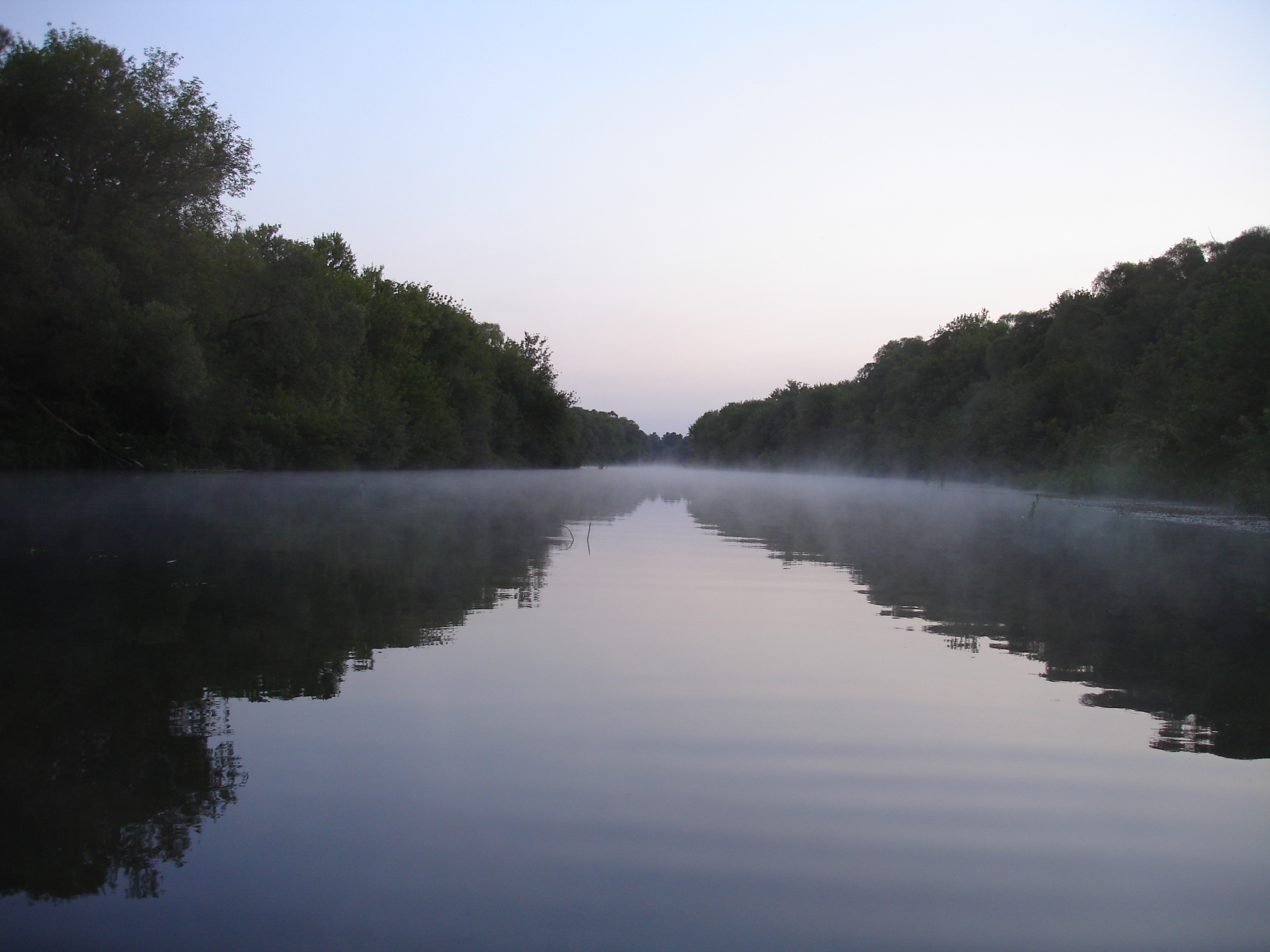
Сосна около деревни Шебаново
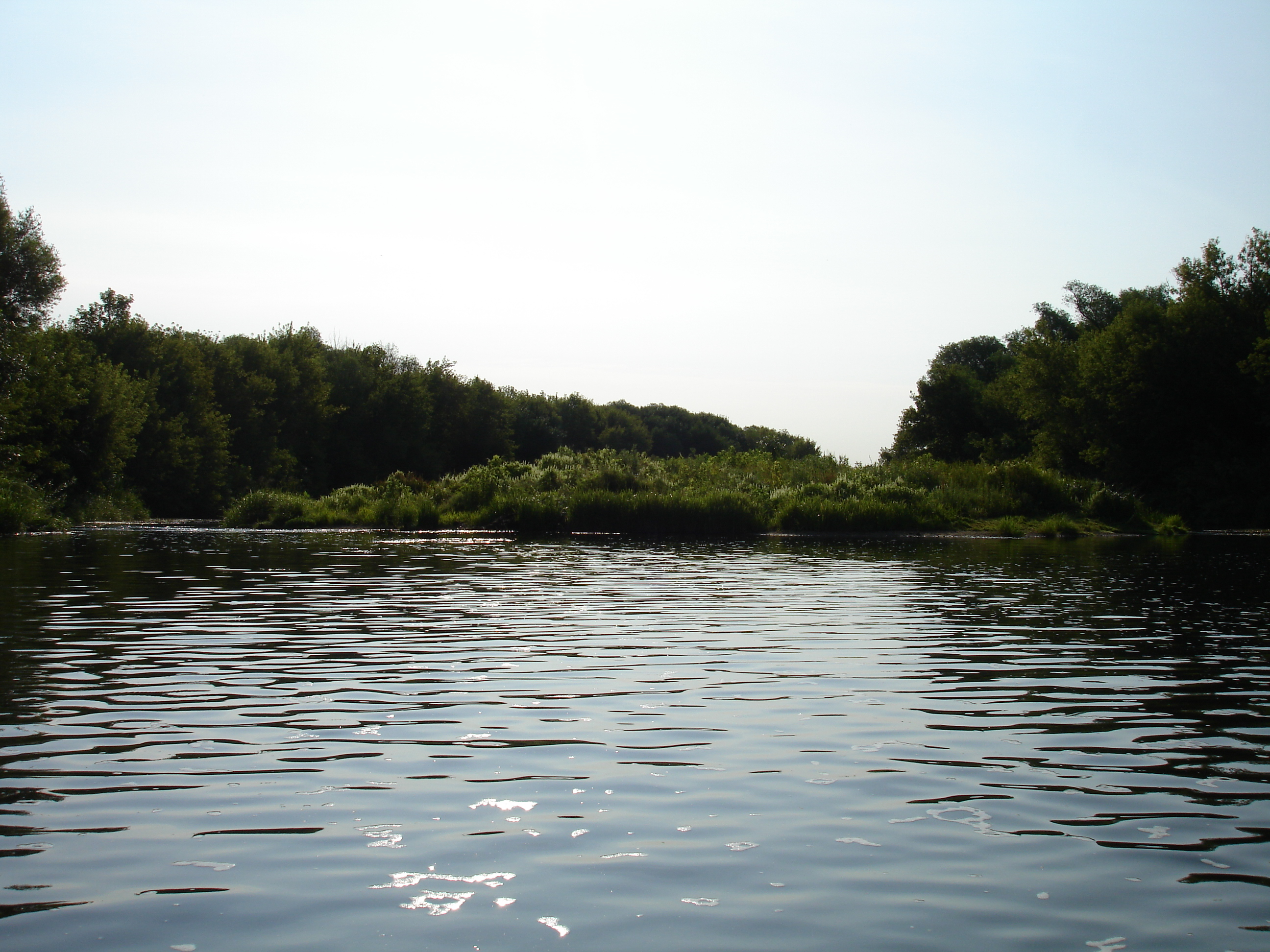
Сосна около села Крутое

## Данные водного реестра
По данным государственного водного реестра России и геоинформационной системы водохозяйственного районирования территории РФ, подготовленной Федеральным агентством водных ресурсов:
- Бассейновый округ — Донской
- Речной бассейн — Дон (российская часть бассейна)
- Речной подбассейн — Дон до впадения Хопра
- Водохозяйственный участок — Сосна.